# Гребер, Владимир Мартынович
Владимир Мартынович Гребер (укр. Володимир Мартинович Гребер; 26 октября (8 ноября) 1911, Екатеринослав, Российская империя — 1 сентября 1965, Киев, Украинская ССР, СССР) — советский футболист и тренер, мастер спорта СССР.

## Биография

### Карьера игрока
В футбол Владимир Гребер начинал играть в юношеской команде Металлургического завода города Днепропетровск. В 1930—1931 годах играл за команду «Совторгслужащие», откуда перешёл в днепропетровское «Динамо». В 1933—1935 годах выступал за сборную Днепропетровска, в составе которой был участником чемпионата СССР 1935 года. В 1934—1935 годах являлся игроком сборной УССР, в её составе принимал участие в поединке против сборной клубов Турции состоявшемся в 1934 году, а в 1935 году участвовал в триумфальном турне сборной республики по Бельгии и Франции, в ходе которого была одержана сенсационная победа над профессиональным клубом «Ред Стар» 6:1. В том же году вызывался в сборную Советского Союза, 26 сентября 1935 года, в составе первой команды страны, принимал участие в товарищеском матче сборных СССР — СССР-2 0:1.
Весной 1936 года Гребер становится игроком киевского «Динамо», дебютировав за новую команду 24 мая, в стартовавшем первом клубном чемпионате СССР, в матче против московских одноклубников, а уже в своём третьем поединке, отличился и дебютным голом, поразив ворота московского «Спартака», реализовав на последней минуте матча пенальти. В том же сезоне Владимир вместе с командой стал серебряным призёром чемпионата, а в сезоне 1937 года завоевал бронзовую медаль. В следующем сезоне 1938 года киевляне остались вне пьедестала, заняв 4 место. Тем не менее, динамовцы показывали остроатакующую игру, став самой результативной командой чемпионата, забив 76 мячей. По окончании сезона, ряд игроков киевского «Динамо» были включены в список лучших футболистов сезона, в том числе правый полузащитник и штатный пенальтист команды Владимир Гребер. В сезоне 1941 года, прерванном началом войны, провёл 6 матчей и забил 1 гол.
Во время Великой Отечественной войны Гребер воевал на фронте, был награждён боевыми орденами. В послевоенное время вернулся в Киев, принимал участие в возрождении «Динамо», играл во второй динамовской команде, помогая молодым футболистам. В послевоенных чемпионатах сыграл только один матч — 18 мая 1946 года принял участие в поединке «Динамо» (Киев) — «Крылья Советов» Куйбышев, ставшем последним в карьере игрока.

### Карьера тренера
Оставив игровую карьеру, Владимир Мартынович в 1947 году принимал участие в создании киевской футбольной школы № 1. Кроме работы детским тренером, занимался судейством, был лайнсменом на домашних матчах киевского «Динамо».
В 1955 году работал помощником Всеволода Радикорского в днепропетровском «Металлурге». Позже был старшим тренером в командах мастеров
«Полесье» (Житомир), «Звезда» (Кировоград), «Трубник» (Никополь), «Колхозник» (Черкассы).

## Достижения
- Серебряный призёр чемпионата СССР: 1936 (весна)
- Бронзовый призёр чемпионата СССР: 1937
- Обладатель Кубка Украинской ССР: 1938
- В списках «55 лучших» в СССР: (№ 3 — 1938)